# Montagne Pelée
Der Mont Pelé 1 [mɔ̃ pə'le], französisch meist Montagne Pelée 2 [mɔ̃'taɲ pə'le], übersetzt „kahler Berg“, ist ein 1397 Meter hoher Stratovulkan auf der zu Frankreich gehörenden Westindischen Insel Martinique in den Kleinen Antillen. Der Inselbogenvulkan ist der höchste Berg der Insel. Er gehört seit 2023 als Teil der Vulkane und Wälder des Pelée und die Pitons im Norden von Martinique zum UNESCO-Welterbe.
Charakteristisch für den Vulkan ist sein dickflüssiges, zähfließendes Magma, das zur Pfropfenbildung neigt und die Schlote verschließen kann, was bei neuerlichen Eruptionen äußerst explosive Ausbrüche zur Folge hat. Diese brechen sich dann oftmals auf dem einfachsten Weg der Druckentweichung durch die Flanken Bahn. So entstehen mehrere hundert Grad Celsius heiße und bis zu 800 km/h schnelle Glutwolken, die die Hänge hinabgleiten. Höhepunkt der international Aufsehen erregenden Aktivitätsphase zwischen 1902 und 1905 war der außergewöhnlich heftige und folgenreiche Ausbruch vom 8. Mai 1902, welcher der an Opferzahlen gemessen weltweit verlustreichste des 20. Jahrhunderts war und auf dem Vulkanexplosivitätsindex (VEI) mit der Stärke 4 verzeichnet wurde. Während der lateralen Eruption wurde die sieben Kilometer vom Gipfel entfernt am Meer liegende Inselhauptstadt Saint-Pierre vollständig vernichtet, wobei Schätzungen zufolge zwischen 28.000 und 40.000 Menschen ihr Leben verloren. Seit der letzten Eruptionsperiode zwischen 1929 und 1932 ist der Vulkan inaktiv und ein beliebtes Reiseziel von Touristen. Die Untersuchungen des Ausbruchs von 1902 führten zu einer umfassenden wissenschaftlichen Überwachung des Berges und werden heute als Beginn der modernen Vulkanologie angesehen.

## Topographische und geologische Einordnung

Schema einer peleanischen Eruption. Erläuterungen finden sich auf der Bildbeschreibungsseite.

Mit 1397 Metern ist der am nördlichen Ende Martiniques gelegene Mont Pelé die höchste Erhebung der Insel. Es handelt sich um einen bis zum Gipfel bewachsenen, großflächigen Bergstock, der vornehmlich aus jungvulkanischem Konglomerat und Bimsstein-Tuff zusammengesetzt ist. Der Vulkan befindet sich an einer Schnittstelle der kontinentalen Südamerikanischen und Nordamerikanischen Platte sowie der überwiegend ozeanischen Karibischen Platte, also an einer so genannten Triple Junction, und ist ein typischer Vertreter eines Inselbogenvulkans. Dieser Bogen spannt sich über mehr als 850 Kilometer von Puerto Rico im Norden bis hinab nach Venezuela und besitzt beispielsweise mit dem Soufrière auf St. Vincent und dem Soufrière Hills auf Montserrat weitere bekannte Vulkane.
Ausschlaggebend für die Aktivitäten des Mont Pelé ist die Subduktion der Südamerikanischen Platte, die sich mit bis zu zwei Zentimetern pro Jahr unter die Karibische schiebt. Da die exakte Grenze zwischen Nord- und Südamerikanischer Platte im Atlantischen Ozean allerdings undefiniert ist, ist unklar, ob nicht vielleicht auch beide unter die kleine Platte tauchen. Der Keil oberhalb des Plattenknicks wird daraufhin infolge von Fluiden aufgeschmolzen, die aus dem Krustenanteil dieser Platte in den Mantel entweichen. Das entstandene Magma besitzt eine geringere Dichte als das umgebende Mantelgestein und steigt auf Grund des Auftriebes vertikal auf. Es sucht sich einen Weg an die Erdoberfläche. Diese Konstellation ist bemerkenswert, da sich normalerweise die stets dichtere und somit schwerere ozeanische Platte unter eine kontinentale schiebt.
Der Mont Pelé ist der namengebende Vulkan für die Peleanische Eruption, einen der gefährlichsten und unberechenbarsten der neun Eruptionshaupttypen. Sie zeichnet sich durch eine sehr hohe Viskosität des aufsteigenden Magmas aus. Dieses kann oftmals noch während des Aufstiegs erhärten und den Hauptschlot für nachfolgende Ausbrüche in Pfropfenform verschließen. In der Folge suchen sich die vulkanischen Fluide und Gase Seitenschlote und Risse im Gestein und brechen oftmals unter hohem Druck auf lateralem Wege in Form von Glutwolken durch die Flanken des Berges. Diese Pelée-Dynamik zählt zur Gruppe der an Gase gebundenen Dynamiken (im Gegensatz zu den an Wasser gebundenen Dynamiken) und kann auch dahingehend wirken, dass dickflüssige Lava unmittelbar abgelagert wird, sobald sie die Erdoberfläche erreicht und an den Austrittsstellen halbstabile Lavadome bildet. Wenn diese kollabieren, bilden sich an den Berghängen pyroklastische Ströme.

## Geologische Entwicklung

### Geologische Formation
Vulkanische Aktivität auf Martinique besteht seit rund 300.000 Jahren. Vulkanologen gliedern die geologische Formationsgeschichte des Berges mittlerweile in drei unterschiedliche Phasen. Den Beginn in dieser Einteilung bildet das Stadium, in dem der Mont Pelé noch ein gewöhnlicher Stratovulkan mit plinianischem Eruptionsmuster war und eine wesentlich größere Höhe als heutzutage aufwies. Seine Hänge wurden durch Lahare, Lavaströme und kleinteilige vulkanische Ablagerungen geformt. Dieser initiale Berg erhielt im Nachhinein den Namen Paléo-Pelée und noch heute sind an der Nord- und an der Westflanke Überreste dieses Stadiums zu erkennen.
Die so genannte Zwischenphase setzte vor gut 100.000 Jahren nach einer langen Periode der seismischen Ruhe ein. Im Verlaufe dieser Phase kam es zur Herausbildung des Morne-Macouba-Lavadoms sowie später durch eine große Eruption zur Formung der Morne-Macouba-Caldera, als die gesamte Gipfelregion über der entleerten Magmakammer einbrach und der Berg einen Großteil seiner Höhe einbüßte. Es kam noch zu weiteren Ausbrüchen, als deren Folge sich zahlreiche pyroklastische Ströme bildeten. Vor knapp 25.000 Jahren rutschte die Südwestflanke in einem gewaltigen Bergrutsch ab, der nach Messungen in etwa mit dem Kollaps des Nordhanges des Mount St. Helens 1980 vergleichbar gewesen sein muss.

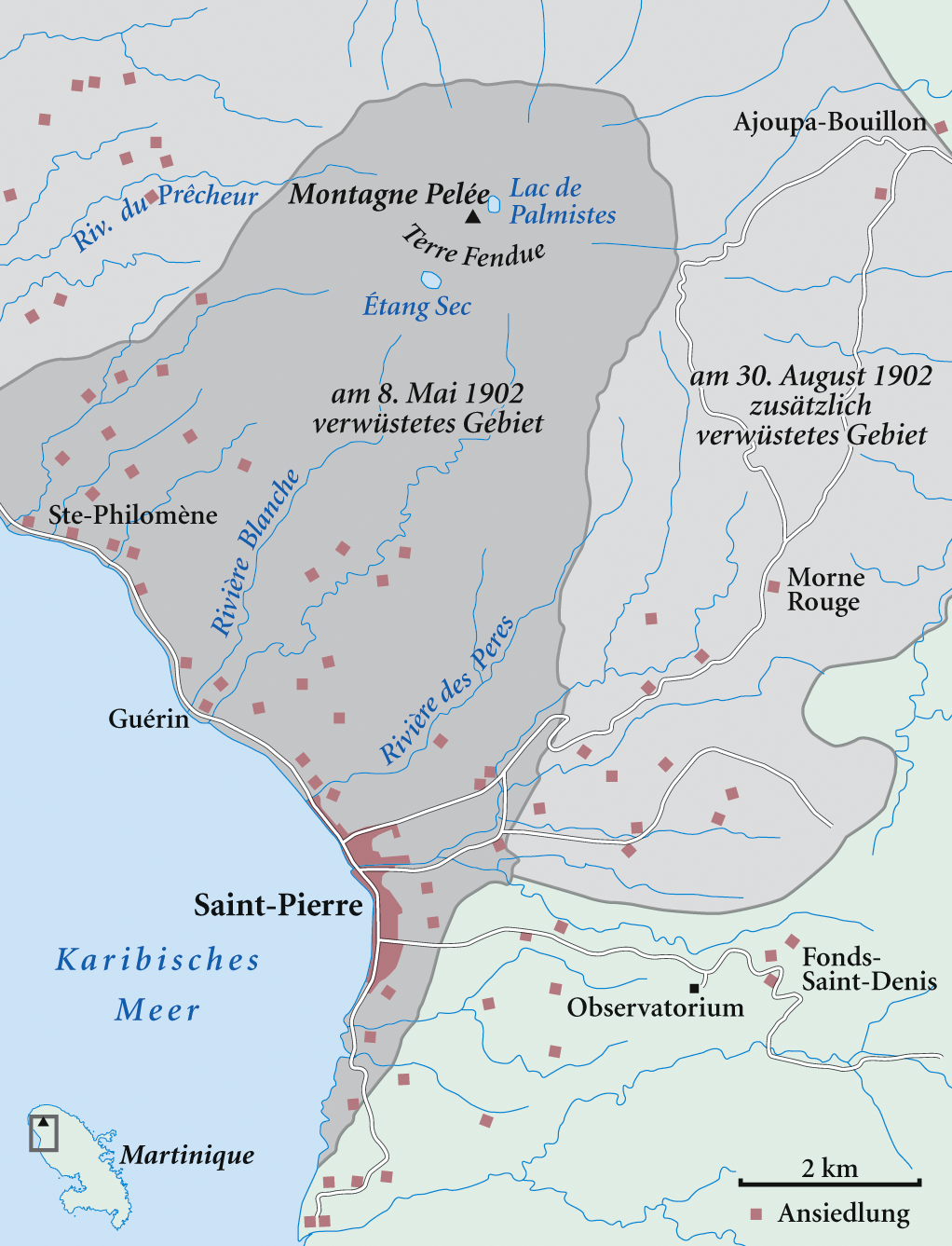
Die Karte zeigt die Auswirkungen der Ausbruchsereignisse vom 8. Mai und vom 30. August 1902.

Die bis heute vorerst letzte und noch immer andauernde Phase setzte vor etwa 13.000 Jahren ein und ist maßgeblich für die aktuellen Ablagerungen in der Gipfelregion aus Bims und Pyroklastika. Für die vergangenen 5000 Jahre konnten mehr als 30 Ausbrüche nachgewiesen werden. Einer der schwersten war eine enorme Bimssteineruption vor 3000 Jahren, die die Caldera Étang Sec (frz.: Trockener Teich) formte. Die Aktivitätsphasen der Jahre 1902 bis 1905 und 1929 bis 1932 füllten diese Caldera mit zwei großen Lavadomen, die zwar teilweise wieder einbrachen, aber noch heute den Gipfel des Vulkans bilden.

### Aktivitäten bis 1889
Der erste dokumentierte Ausbruch des Mont Pelé datiert aus dem Jahre 1630; es handelte sich jedoch nur um eine leichte eruptive Tätigkeit. Fünf Jahre später, 1635, kam es dagegen im Zuge eines schweren Ausbruchs zu einer umfassenden Verwüstung der Berghänge. Auf Grund dessen erhielt der Vulkan seinen Namen.
Alfred Lacroix forschte nach 1902 in der Historie des Vulkans und fand Zeugnisse einer kleinen phreatischen Explosion am 22. Januar 1792. Obschon zu jenem Zeitpunkt erst 110 Jahre zurückliegend, hatte kein Bewohner Martiniques Kenntnisse von dieser Aktivitätsphase. Einzig ein als „Bürger Dupuguet“ bekannter Augenzeuge veröffentlichte 1795 im Journal des Mines einen Bericht. Demnach folgte der Eruption ein starkes Erdbeben, während ein intensiver Schwefelverbindungsgeruch in den Tälern um den Berg hing. Das Mineral hatte sich auch auf Farnen und Felsen abgesetzt. Dupuguet berichtet, dass die Erde an mehreren Stellen aufgerissen gewesen und unzählige Bäume verbrannt seien. Menschliche Verluste waren nicht zu beklagen, es verendeten jedoch neben zahlreichen Vögeln auch 19 Opossums.
1851 zeigte der Mont Pelé, der damals nicht als Bedrohung galt, abermals Anzeichen leichter Aktivität. Am 5. August gegen 23 Uhr vernahm man in den Siedlungen ein dumpfes, weit entfernt scheinendes Grollen, das sich verstärkte und über längere Zeit anhielt. Einwohner aus Le Prêcheur und Saint-Pierre flüchteten in die Kirchen der Stadt. Die Behörden der Insel stellten in den folgenden Tagen eine wissenschaftliche Kommission zusammen, die die Hänge auf der Suche nach der eruptiven Stelle bestieg und untersuchte. Es stellte sich heraus, dass es oberhalb des Rivière Claire an der Westflanke wohl zu einer erneuten phreatischen Explosion gekommen war. Die Vegetation war zerstört und die Umgebung von einer dünnen Ascheschicht bedeckt. Zudem registrierten die Wissenschaftler aggressiven Schwefelverbindungsgeruch und ausströmende Dämpfe, die den Himmel verdunkelten. Auf 965 Meter Höhe fanden sich zwei große Schlammtöpfe. Die vulkanischen Tätigkeiten hielten auf niedrigem Niveau an, bis sie im ersten Halbjahr 1852 gänzlich zur Ruhe kamen. Umfassendste Quelle dieses kleinen Ausbruchs ist ein Bericht der Kommission, der dazu dienen sollte, die Unsicherheit in der Bevölkerung zu zerstreuen und die Anwohner zu beruhigen. Er wurde im offiziellen Amtsblatt der Insel veröffentlicht. Die Ergebnisse verdeutlichen den Mangel an Wissen über die geologische Beschaffenheit des Vulkans. Im Bericht war zu lesen, man hätte keinerlei Lava oder vulkanische Bomben gefunden; Schlamm und Asche seien die einzigen Auswürfe des Berges gewesen. Demnach sollte man ihn als Schlamm- und nicht als Feuervulkan klassifizieren, da auch die vorherige Eruption wohl gleichen Typs gewesen sei. Es zeigten sich auch nach intensiven Untersuchungen keine Risse, Erdrutsche oder Gewässerveränderungen und der Schadensbereich sei äußerst begrenzt. Die Forscher waren sich sicher, dass Saint-Pierre und Prêcheur auch wesentlich größere Ausbrüche nicht zu fürchten bräuchten. Die Beschaffenheit der Umgebung der eruptiven Zone sowie die Erosion in der Klamm des Rivière Blanche würden für den Schlamm einen natürlichen Abflussweg ins Meer bilden. Die Bauern der umliegenden Dörfer sollten wieder zurückkehren und die Arbeit auf den Feldern wieder aufnehmen. Dabei sollten sie sich nicht von den von Zeit zu Zeit auftretenden Eruptivgeräuschen und dem nach wie vor beharrlichen Geruch von Schwefelwasserstoff verunsichern lassen. Abschließend kam die Kommission im veröffentlichten Bericht zu dem Ergebnis, der Mont Pelé sei lediglich eine weitere naturhistorische Kuriosität der Insel, die Besucher sicher gerne sehen würden. Durch die Geschäftstüchtigkeit der Bewohner könnte sich der Vulkan zu einer Quelle für Wohlstand und Gesundheit entwickeln. Die Passagiere einlaufender Schiffe aus Frankreich, die schon aus der Ferne die hohe weiße Rauchsäule am Himmel erblicken könnten, würden sie für eine pittoreske Dekoration der Insel sowie für eine Vervollständigung der Erhabenheit des Berges halten. Heutzutage wird davon ausgegangen, dass dieser beschwichtigende Bericht, in dem – wohl aus Unwissenheit – nicht auf die tatsächliche Gefahr durch den Berg hingewiesen wurde, einer der Hauptgründe für die hohen Opferzahlen im Jahre 1902 war. Die Bewohner der Vulkanregion hätten demnach den Ernst der Lage unterschätzt und sich auf die 50 Jahre zurückliegenden Feststellungen der wissenschaftlichen Kommission verlassen.

### Der große Ausbruch
Die ersten Vorboten für ein Wiedererwachen des Vulkans waren Fumarolen, die im Jahre 1889 am Gipfel beobachtet wurden. Im Januar 1902 verstärkten sich diese; zudem nahmen Bauern an der Westflanke des Berges Schwefelwasserstoffgeruch wahr und fanden mehrere verendete Rinder und Vögel. Am 23. April 1902 stieß der Vulkan, begleitet von sanften Erdstößen, erstmals wieder etwas Schlacke aus. Einen Tag später kam es zu einer kleinen phreatischen Eruption. Einhergehend mit einem leichten Erdbeben erhob sich über dem Berg eine dünne Dampf- und Aschewolke. Der Alltag der Bevölkerung wurde durch dieses Ereignis jedoch kaum beeinträchtigt. Ähnliche Aktivitäten hatte es bereits in den Jahren 1792 und 1851 gegeben, so dass man ihnen nicht viel Aufmerksamkeit schenkte. Als am 26. April ein Ascheregen über Saint-Pierre niederging, organisierte man für den folgenden Tag, den 27. April, eine kleine Expedition zum Gipfel. Die Teilnehmer sahen, dass der als erloschen geltende, 180 Meter weite Nebenkrater Étang Sec, die 3000 Jahre zuvor in der Bimseruption entstandene Caldera, mit kochendem Wasser gefüllt war. In der Terre Fendue (frz.: Rissige Erde), dem Gebiet zwischen Étang Sec und dem kleinen Hauptkratersee Lac des Palmistes, bemerkten sie aus zahlreichen Rissen und Spalten im Gestein aufsteigende Dämpfe. Noch während die Expedition unterwegs war, nahmen die Einwohner Saint-Pierres zum ersten Mal Schwefelgeruch in der Stadt wahr. Drei Tage später, es war der 30. April, traten die von den Berghängen talwärts fließenden Flüsse Roxelane und Rivière des Peres über die Ufer und führten zahlreiche Baumstämme und Felsbrocken aus höheren Lagen mit sich. Noch am selben Tag ging über Le Prêcheur, einem Nachbarort von Saint-Pierre, und St. Philomène ein Ascheregen nieder.
Am 2. Mai kam es um 11:30 Uhr zu einer weiteren Eruption. Eine große schwarze Aschewolke stieg auf und über fast der gesamten Nordhälfte der Insel regnete es feinen Bims, während sich Le Prêcheur einem weiteren Ascheregen ausgesetzt sah, der einen Teil der Bevölkerung dazu veranlasste, nach Saint-Pierre zu fliehen. Die ersten Nutztiere an den Hängen des Berges starben, da die Asche ihr Futter kontaminiert hatte. Die Tageszeitung Les Colonies kündigte an, ein für den 4. Mai geplantes Bergpicknick zu verschieben, und der aus dem italienischen Neapel stammende Marino Leboffe, Kapitän der im Hafen liegenden Frachtbark Orsolina der Reederei Pollio Fratelli S.R.L., äußerte seine Besorgnis bezüglich eines drohenden Ausbruchs:

„Ich weiß zwar nichts über den Mont Pelée, aber wenn der Vesuv so aussähe wie euer Berg heute Morgen, würde ich Neapel verlassen. Und ich verschwinde von hier.“

In der Folge legte er mit seiner Mannschaft ab, obwohl das Schiff erst zur Hälfte mit Zucker beladen war. Anwesende Zollinspektoren drohten ihm deswegen mit einer Gefängnisstrafe und dem Verlust des Kapitänspatents, Leboffe erwiderte jedoch „Wer will sie [die Strafen] mir auferlegen? Morgen seid ihr alle tot.“ In der darauffolgenden Nacht auf den 3. Mai, einen Samstag, wurde auch die große Küstenstadt von einer dünnen Ascheschicht bedeckt. Die anhaltenden Aschefälle ließen schließlich die Telegraphenverbindung nach Le Prêcheur abreißen. Bei der Zuckerfabrik Guérin, etwa 3,2 km nordwestlich von Saint-Pierre gelegen, sichtete man tausende von Ameisen und Hundertfüßern, die aus der Erde gekrabbelt waren. Mitarbeiter berichteten, dass die Pferde angefallen worden seien. Zur gleichen Zeit tauchten in den Straßen Saint-Pierres Hunderte giftiger Lanzenschlangen (Bothrops lanceolatus) auf, die auf Martinique endemisch sind. Auch sie waren vor dem unruhigen Berg geflüchtet. Durch ihre Bisse starben Augenzeugenberichten zufolge etwa 50 Menschen und rund 200 Haustiere. Zwei Tage später, am Montag, dem 5. Mai, brach auf dem Gipfel des Mont Pelé der Rand des Étang Sec ein. Der Kratersee ergoss sich über die Hänge. Es entwickelte sich ein Schlammstrom, der den Fluss Rivière Blanche sehr stark anschwellen ließ. Die Zuckerfabrik, die an dessen Mündung ins Meer lag, wurde zerstört und unter einer sechs Meter hohen Schlammschicht begraben. 25 bis 150 Menschen kamen dabei ums Leben. Als der Schlamm den Hafen erreichte, bildete sich eine kleine Flutwelle, die zwar keinen Schaden anrichtete, allerdings erstmals Panik in der Bevölkerung auslöste. Die Zeitungen warnten nun vor einem baldigen Ausbruch, und am nächsten Tag, dem 6. Mai, verließen rund 2000 Einwohner Saint-Pierres den Beschwichtigungsparolen des Bürgermeisters zum Trotz die Stadt, mehrere Tausend dagegen kamen aus den umliegenden Orten in Vulkannähe in die Stadt.
Die Nacht auf den 7. Mai war geprägt von einem Eruptionsgewitter, das die Anwohner des Vulkans beobachten konnten. Ansonsten jedoch blieb alles ruhig. Zwar wölbte sich am Tag ein Lavadom minimal aus dem Étang Sec, der auch zu kleinen Teilen kollabierte und ungefährliche pyroklastische Ströme auslöste, doch eine so genannte wissenschaftliche Kommission kam nach einer Gipfelbesteigung zu dem Ergebnis, „dass der Mont Pelée keine größere Gefahr für die Einwohner von Saint-Pierre darstellt als der Vesuv für jene von Neapel.“ Die Worte stammten vom einzigen Wissenschaftler dieser Gruppe, Gaston Landes, Professor am Lyzeum (d. h. tatsächlich Lehrer an einem Mädchengymnasium) in Saint-Pierre. Als dann die Nachricht eintraf, dass der Vulkan Soufrière auf der Nachbarinsel St. Vincent ausgebrochen sei (bei diesem Ausbruch starben etwa 1680 Menschen), wähnten sich die Bewohner Martiniques in Sicherheit in dem Glauben, die Erde hätte sich nun beruhigt und die Gefahr für ihre eigene Insel sei vorüber. Trotzdem suchten Hunderte (andere Quellen sprechen von Tausenden) Bewohner des Hinterlandes in Saint-Pierre Schutz für die Nacht. Dadurch stieg die Einwohnerzahl signifikant an.

#### Ausbruch vom 8. Mai 1902
Am Morgen des 8. Mai, dem Himmelfahrtstag, sandte der Telegraph von Saint-Pierre Meldungen nach Fort-de-France und berichtete von einer deutlichen Intensivierung der vulkanischen Aktivitäten. Um 7:52 Uhr riss die Verbindung ab. Zu diesem Zeitpunkt erschütterten drei schwere Eruptionen den Mont Pelé, die noch in über 600 km Entfernung zu hören waren. Die Südwestflanke des Berges riss auf, und eine Glutwolke wurde freigesetzt. Gleichzeitig stieg eine plinianische Wolke aus dem Gipfel und verdunkelte den Himmel um den Vulkan in einem Radius von 80 Kilometern. Die Glutwolke, die nach späteren Berechnungen eine Geschwindigkeit von etwa 670 Kilometern pro Stunde aufwies, raste auf Saint-Pierre zu und erreichte es nach knapp einer Minute. Die Stadt wurde komplett zerstört, die ungeheure Hitze verbrannte alles Brennbare, u. a. auch Rumbrennereien und Lagerhäuser, die explodierten und so das Ausmaß der Katastrophe noch verstärkten.

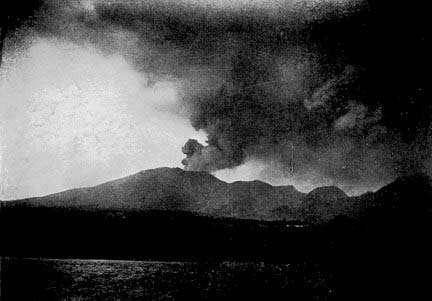
Der Mont Pelé am 26. Mai 1902, 18 Tage nach dem großen Ausbruch (Foto von Angelo Heilprin)

Als die Glutwolke das Meer erreichte, begann dieses zu kochen. Im Hafen detonierten tausende Rumfässer, die für den Export nach Europa gedacht waren. Die Mehrzahl der 18 vor Anker liegenden Schiffe sank oder verbrannte, so auch der kanadische Fracht- und Passagierdampfer Roraima der Québec-Linie, der erst unmittelbar vorher um 6:30 Uhr angelegt hatte. Von den 68 Passagieren und Besatzungsmitgliedern an Bord überlebten nur elf. Einzig der Besatzung des britischen Dampfers Roddam gelang es, rechtzeitig genügend Abstand zwischen sich und die Küste zu bringen. Schwer angeschlagen und unter Verlust von mehr als der Hälfte der Personen an Bord gelang der Roddam die Flucht aus dem Hafen. Der Purser Thompson, der an Bord der Roraima war, berichtete später:

„Der Berg wurde in Stücke gerissen. Es gab keine Warnung. Die Flanke des Vulkans war herausgerissen und schleuderte eine ungeheure Feuerwand geradewegs auf uns zu. Es klang wie tausend Kanonen. Die feurige Welle stürzte sich wie ein aufflammender Blitz auf uns und ging über uns hinweg. Sie glich einem Hurrikan aus Feuer. (…) Das Feuer wälzte sich in voller Ausdehnung direkt auf St. Pierre und die Schiffe. (…) Der Feuersturm vom Vulkan hielt nur wenige Minuten an. Er schrumpfte zusammen und setzte alles in Brand, was er antraf. Brennender Rum rann in Strömen die Straßen von St. Pierre hinab ins Meer. (…) Nach der Explosion war niemand Lebendiges mehr an Land zu sehen. (…) Das Feuer hatte die Schiffsmasten und Schornsteine hinweggerissen, als wären sie mit einem Messer abgeschnitten.“

Die Temperatur der Glutwolke muss knapp unter dem Schmelzpunkt von Kupfer (1084 °C) gelegen haben, da die kupfernen Telefondrähte der Stadt nicht angeschmolzen waren. Nahezu alle Einwohner von Saint-Pierre kamen innerhalb weniger Sekunden ums Leben. Besonders viele starben in den Kirchen, in denen gerade die Himmelfahrtsmessen stattfanden. In den ersten Stunden wusste niemand, was wirklich passiert war. Der Kontakt in die Stadt hinein war abgerissen, auch der Gouverneur Louis Mouttet (1857–1902) war nicht zu erreichen. Später stellte sich heraus, dass er sich zusammen mit seiner Frau ebenfalls in Saint-Pierre aufgehalten hatte. Man weiß bis heute nicht genau, wie viele Menschen sich zum Zeitpunkt der Eruption im Ort aufgehalten haben. Zu den 28.000 Einwohnern müssen wohl einige tausend Feiertagsgäste und Flüchtlinge hinzugezählt werden. Folglich schwanken die Angaben über Opferzahlen zwischen 28.000 und 40.000. Der Ausbruch des Mont Pelé verwüstete ein 58 Quadratkilometer großes Gebiet. Die Ruinen der Stadt brannten noch mehrere Tage lang bis auf die Grundmauern nieder. Auf Grund der enormen Hitzeentwicklung war es in dieser Zeit zunächst nicht möglich, sich ihr zu nähern.
Wenige Stunden vor dem Ausbruch fand die noch heute existierende französische Bark Belem aus Le Havre kommend am Morgen des 8. Mai keinen Ankerplatz auf der Reede vor Saint-Pierre. Der Stammplatz war durch die Tamaya besetzt, was zunächst noch das Missfallen des Kapitäns Julien-Marie Chauvelon erregte. Er ließ weiter in Richtung des Ortes Le Robert auf der Ostseite der Insel steuern. Nach 30 Seemeilen fand die Belem in einer Bucht Schutz vor dem Vulkan. Sie entging somit dem Untergang, musste allerdings vor der Weiterfahrt vom Ascheniederschlag gereinigt werden.

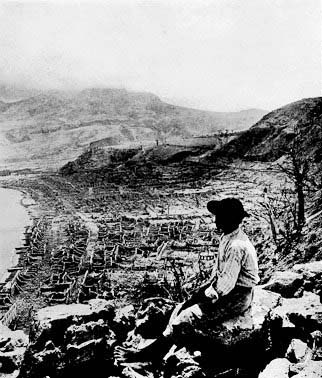
Die Ruinen von Saint-Pierre mit dem nebelverhangenen Mont Pelé im Hintergrund. (Foto von Angelo Heilprin)

#### Überlebende
An Land überlebten nur drei Einwohner Saint-Pierres den Vulkanausbruch. Der junge Schuhmacher Léon Compère-Léandre (1874–1936) hielt sich zum Zeitpunkt des Eintreffens der Glutwolke am Ortseingang auf und konnte sich schwer verletzt in das höher gelegene Dorf Fonds-Saint-Denis retten. Havivra Da Ifrile, ein junges Mädchen, war gerade auf dem Weg zur Kathedrale, als ihre Mutter ihr auftrug, in der Konditorei ihrer Tante einige Besorgungen zu machen. Dieser Laden lag neben einem kleinen alten Krater des Vulkans. Als sie ihn erreichte, bemerkte sie aufsteigenden Rauch am Krater, blickte hinein und entdeckte brodelndes Magma. Daraufhin rannte sie zur Küste, bestieg das Boot ihres Bruders und schaffte es, zu einer Felsengrotte zu segeln, die sie vom Spielen kannte. Während sie in der sicheren Grotte saß, hörte sie ein zischendes Geräusch, als die Glutwolke das Meer erreichte. Das letzte, woran sie sich erinnerte, bevor sie das Bewusstsein verlor, war ein rasanter Anstieg des Wassers. Sie wurde später zwei Meilen vor der Küste in ihrem Boot treibend vom französischen Dampfer Suchet gefunden und gerettet. Als heutzutage bekanntester Überlebender gilt Louis-Auguste Cyparis. Der Matrose befand sich zur Zeit der Eruption als Gefangener in einer Gefängniszelle, deren mächtige Mauern ihn schützten. Nach seiner Begnadigung reiste er mit einem Zirkus durch die Vereinigten Staaten und wurde zu einer Berühmtheit.

#### Verhalten der Behörden
Im Nachhinein übten sowohl Inselbewohner als auch verschiedene Augenzeugen massive Kritik an den Stadtbehörden. Diese hätten wesentlich früher auf die ersten Anzeichen vulkanischer Aktivität reagieren und die Gebiete um den Berg evakuieren müssen. Eine letztlich nicht belegbare, aber oftmals zitierte Begründung für das Ausbleiben dieser Maßnahme waren die Bezirkswahlen. Der erste Wahlgang am 27. April 1902 war ergebnislos verlaufen und der zweite auf den 11. Mai angesetzt worden. Möglicherweise spielten die politisch Verantwortlichen die Gefahr aus wahltaktischen Gründen bewusst herunter, um möglichst viele potenzielle Wähler in der Stadt zu halten. Die einzigen Einwohner, die sich eine Flucht mit dem Schiff von der Insel leisten konnten, waren die wohlhabenden Wähler der Progressiven Partei Mouttets. Dieser fürchtete um seine Stimmen und beeinflusste den konservativen Herausgeber von Les Colonies, die vulkanischen Aktivitäten zu verharmlosen. Dennoch reisten im Vorfeld des Ausbruchs zahlreiche Einwohner Saint-Pierres nach Fort-de-France, wohin der Gouverneur daraufhin Gardisten und Wachposten entsandte, um fliehende Personen aus Saint-Pierre zu beruhigen, sie zur Rückkehr zu bewegen und sie zurückzuschicken. Am Tag der Eruption verließen die Gegenkandidaten Fernand Clerc und Louis Percin um 6:30 Uhr gerade noch rechtzeitig die Stadt und überlebten die Katastrophe.
Nach dem Tod des Gouverneurs von Saint-Pierre zeichnete der Leutnant-Gouverneur für erste Krisenhilfen verantwortlich und erließ auch den Befehl zur weiträumigen Evakuierung der Siedlungen in der Nähe des Mont Pelé.

#### Funde
Obwohl die Stadt vollständig vernichtet war, gelang es, in den Monaten nach dem Ausbruch zahlreiche beschädigte Alltagsgegenstände aus den Ruinen von Saint-Pierre zu bergen. Zu den Fundstücken zählten unter anderem ein angeschmolzenes Parfümfläschchen, die Überreste einer Mausefalle, eine geschmolzene Weinflasche, ein angeschmolzenes Essbesteck, zusammengeschmolzene Münzen, verschmolzene Eisennägel, bis zur Unkenntlichkeit geschmolzenes Glas, ein zerquetschter Kerzenständer, eine Engelsfigur aus korrodiertem Metall, mehrere Statuetten, deren Oberflächen durch die Hitze Sprünge bekommen hatten, eine angeschmolzene Taschenuhr, die um 8:15 Uhr stehengeblieben war, Porzellanteller mit in der Glasur eingeschmolzenen Ascheteilchen, verkohlte Speisen (Pflaumen, Spaghetti, Kaffeebohnen), ein verkohlter Becher, ein geschmolzenes Arzneifläschchen, ein eisernes Kruzifix, dessen Holzkreuz verbrannt war, sowie ein verkohltes menschliches Hüftgelenk. Diese und viele weitere Gegenstände wie beispielsweise auch die deformierte und angeschmolzene Kirchturmglocke sind im Musée Franck A. Perret in Saint-Pierre ausgestellt.
Unmittelbar vor der Küste liegen in 60 Meter Tiefe noch zahlreiche Wracks, so auch jenes der Roraima.

#### Relation zu anderen herausragenden Eruptionsereignissen
Nach der Einführung des logarithmischen Vulkanexplosivitätsindex (VEI) durch Chris Newhall und Steve Self im Jahre 1982 wurde der große Ausbruch des Mont Pelé vom 8. Mai 1902 als eine Eruption der Stärke 4 klassifiziert. Dies ist ein mittlerer Wert, dessen Intensität als „groß“ festgeschrieben ist und der bislang 307 Ausbrüchen im Holozän zugeordnet wurde.
Die Eruption förderte ungefähr 0,5 Kubikkilometer Asche und Gestein, was im Vergleich zu anderen großen Ausbrüchen relativ wenig ist. So stieß der guatemaltekische Santa María im Oktober des gleichen Jahres mehr als 5,5 km³ Tephra aus (VEI 6) und der Novarupta zehn Jahre später zwölf bis 15 km³ (VEI 6). Der international mit großen Medieninteresse verfolgte und auch von populärwissenschaftlicher Seite vielfach beschriebene Ausbruch des Mount St. Helens 1980 (VEI 5) produzierte mit 1,2 km³ etwas mehr als die zweifache Aschemenge des Mont Pelés, ebenso wie der El Chichón 1982 (VEI 4). Als Mitte Juni 1991 der Pinatubo auf den Philippinen mit einem VEI-Wert von 6 explodierte, betrug der Massenausstoß zwischen sieben und zehn Kubikkilometern, was ihn zu einem der mächtigsten des vergangenen Jahrhunderts macht. Auch der bislang intensivste Vulkanausbruch des 21. Jahrhunderts übertrifft auf der Skala den Mont Pelé: Der Chaitén in Chile stieß zwischen dem 2. Mai 2008 und dem 5. Mai 2009 zwischen vier und fünf Kubikkilometer Asche aus und ist mit VEI 5 gelistet.
Gemessen an den Opferzahlen ist der Ausbruch vom 8. Mai mit mindestens 29.000 Toten jedoch der verlustreichste des 20. Jahrhunderts. Der einzige andere Vulkan, der sich dieser Marke annäherte, war der Nevado del Ruiz in Kolumbien, dessen Lahare 1985 zwei Städte auslöschten. Die genaue Opferzahl ist auch in diesem Fall unbekannt, wird jedoch zumeist mit 23.000 angegeben. Bezieht man sich auf Todesfälle, die in direktem Zusammenhang mit den eruptiven Tätigkeiten – also beispielsweise Glutlawinen, Ascheregen, Lavaströmen, Gasaustritten und ähnlichem – stehen, forderte auch im kompletten 19. Jahrhundert keine vulkanische Tätigkeit mehr Menschenleben als jene am Mont Pelé. Die mehr als 36.000 Opfer des Krakataus 1883 sind mehrheitlich dem durch dessen Ausbruch ausgelösten Tsunami zuzuschreiben und die Eruption des Tambora im Jahre 1815 – die schwerste in neuzeitlicher Zeit – tötete mindestens 56.000 Menschen, von denen die meisten jedoch in den Wochen nach dem Ausbruch den Hungersnöten erlagen.

### Weitere Aktivitäten

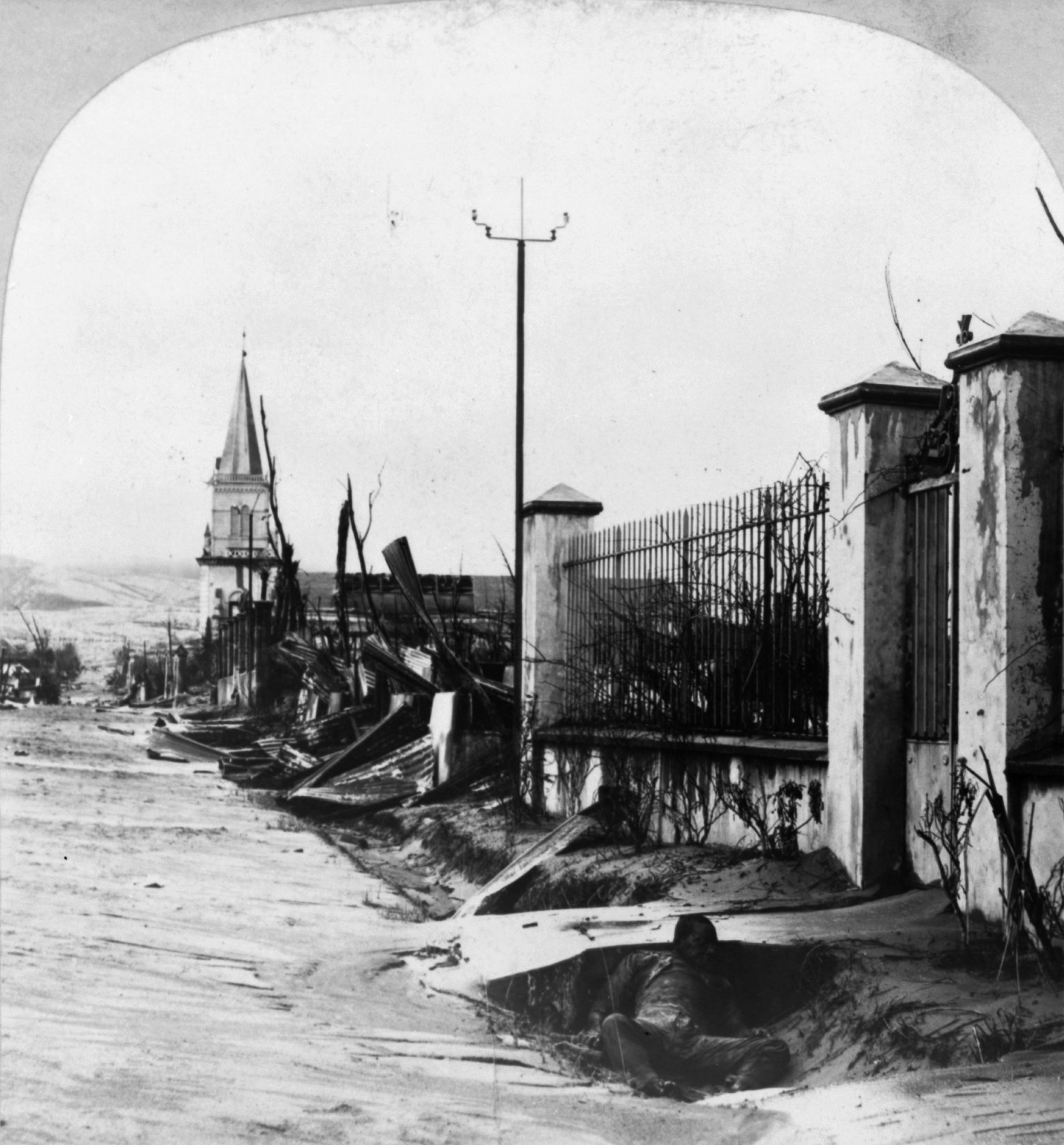
Die Hauptstraße von Morne-Rouge nach dem Abgang des pyroklastischen Stroms am 30. August 1902, der insgesamt 1.085 Todesopfer forderte.

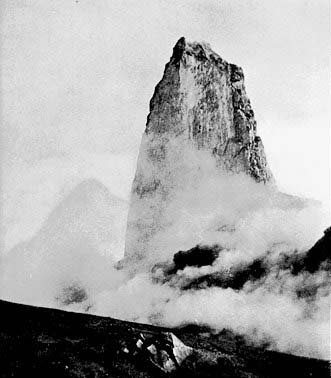
Die erste Lavasäule auf dem Gipfel (Foto von Angelo Heilprin)

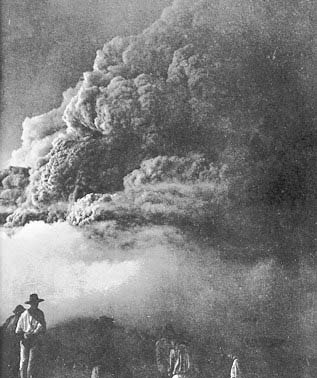
Der Mont Pelé am 30. August 1902 (Foto von Angelo Heilprin)

Zwischen Mai und Juli war der Vulkan noch sehr aktiv mit mehreren starken Eruptionen. Von dem bereits am 7. Mai im Étang Sec gesichteten Lavadom brachen auch nach der Haupteruption vom 8. Mai immer wieder größere Teile ab und lösten pyroklastische Ströme aus, beispielsweise am 20. Mai, als auch noch die letzten verbliebenen Gebäude Saint-Pierres zerstört wurden sowie am 6. Juni und 9. Juli. Alle Ströme flossen in Richtung der ehemaligen Inselhauptstadt ab. Ende Juli ließ die Intensität der Aktivitäten nach, weshalb der Gouverneur beschloss, die Flüchtlinge zurückzuschicken – nicht zuletzt deshalb, weil man in den zumeist überfüllten Flüchtlingslagern den Ausbruch von Seuchen befürchtete. Ende August wurde erneut eine stark erhöhte vulkanische Aktivität registriert. Es kam jedoch zu keinen weiteren Evakuierungen, da man davon ausging, eventuelle pyroklastische Ströme würden, wie auch ihre Vorgänger, west- oder südwestwärts in jene Gebiete abfließen, die ohnehin nach dem großen Ausbruch entvölkert waren. Am 30. August 1902 kollabierte jedoch ein Teil des Lavadoms und löste einen Strom aus, der zwar nicht die Größe der vorherigen erreichte, sich allerdings über die südöstlichen Flanken wälzte. In Morne Rouge, der nächstgrößten Stadt der Umgebung, verloren 800 Menschen ihr Leben, in L’Ajoupa-Bouillon starben 250 Personen, in Basse-Pointe 25 sowie in der Ortschaft Morne-Capot zehn Einwohner. Diese bis heute letzte tödliche Aktivität des Mont Pelés verheerte eine Fläche von 56 Quadratkilometern.
Im Oktober 1902 bildete sich im Étang Sec eine Felsnadel als oberflächlich erstarrte Spitze einer emporgepressten Lavasäule. Sie wuchs sehr schnell, teilweise bis zu 15 Meter am Tag, und erreichte als Maximum eine Höhe von 211 und am Sockel einen Durchmesser von 160 Metern. Die Nadel besaß in etwa das Volumen der Cheops-Pyramide und brach zwischen dem 6. Juli und dem 10. August 1903 etappenweise zusammen. An ihrer statt wuchs an gleicher Stelle ein Lavadom, der von einem steilen Zacken gekrönt war, dessen Spitze im September 1904 1479 Meter, Ende Oktober des gleichen Jahres aber nur noch 1458 Meter Höhe über dem Meeresspiegel aufwies. Die letzte kleine Eruption seiner dreijährigen Aktivitätsphase seit 1902 hatte der Mont Pelé am 4. Juli 1905.
Seine bis heute (Februar 2019) letzte Aktivitätsphase hatte der Vulkan in den Jahren 1929 bis 1932. Zunächst formte sich ein neuer Lavadom im Étang Sec und ab März 1929 konnte man in der Gipfelregion eine ungewöhnlich verstärkte fumarole Tätigkeit beobachten. Am Morgen des 16. August ereignete sich eine Dampfexplosion und eine kleine Aschewolke stieg aus dem Krater empor, während auf der Leeseite des Berges leichter Ascheregen fiel. Zudem kam es in der Gipfelregion zu einigen Erdrutschen. Die Intensität der vulkanischen Tätigkeiten nahm in den folgenden Wochen weiter zu und am 16. September veranlassten plötzliche Eruptionen die Behörden zur Evakuierung aller Ortschaften am Berg. Die Bevölkerung durfte Anfang Oktober zurückkehren. Ein wesentlich stärkerer Ausbruch in den frühen Morgenstunden des 14. Oktober sorgte für intensiven Ascheregen in der Ortschaft Prêcheur und vier Tage später, am 18. Oktober, bedeckte ein ebensolcher die westlichen Flanken des Mont Pelé. Ein erster pyroklastischer Strom vom neuen Dom löste sich am 22. Oktober und erreichte über das Tal des Rivière Blanche nach knapp zehn Minuten das Meer. Es kam zu einer weiteren Steigerung der Aktivität, allerdings mit nachlassender Intensität. Diese dreijährige eruptive Phase, deren sämtliche pyroklastische Ströme über den Rivière Blanche abflossen und die hauptursächlich für das gegenwärtige Erscheinungsbild des Berges verantwortlich ist, endete im Dezember 1932. Sie forderte keine Todesopfer. Es verendeten allerdings zahlreiche Nutztiere an den Hängen und eine Straße zwischen Saint-Pierre und Prêcheur wurde zerstört.
Am 19. und 20. Juni 2010 gingen zwei größere, nichtvulkanische Lahare im Tal des Rivière du Prêcheur nieder, die Straßen und Brücken zerstörten, jedoch keine menschlichen Opfer forderten. Sie wurden ausgelöst, als es am Samperre, einem Berg oberhalb des Rivière du Prêcheur, der durch teils locker geschichtetes Eruptionsgestein des Mont Pelé gebildet wird, zu einem Bergsturz kam.

## Erforschung und Überwachung
Der Ausbruch des Mont Pelé vom 8. Mai 1902 und insbesondere die Untersuchung der Ursachen der lateralen Eruption gelten als Geburtsstunde der modernen Vulkanologie, da sie das Interesse zahlreicher namhafter internationaler Wissenschaftler weckten und der Ausbruch als erste vulkanische Eruption umfassend erforscht und analysiert wurde.
Einer der ersten Dokumentatoren vor Ort war der Naturkundler und Fotograf Angelo Heilprin, der nur wenige Monate nach dem Ausbruch eine berühmt gewordene Fotoserie von den Ruinen Saint-Pierres, den verwüsteten Hängen des Berges, den vulkanischen Tätigkeiten und den Fels- und Lavaformationen in der Gipfelregion anfertigte. Bereits am 16. Mai 1902 traf der US-amerikanische Geophysiker Thomas A. Jaggar (1871–1953) zusammen mit anderen Wissenschaftlern und Journalisten aus New York City kommend am Mont Pelé ein. Schockiert über das Ausmaß der Zerstörung widmete er sich in den Folgejahren intensiv der Vulkanforschung mit dem Ziel, Schutzmaßnahmen für Anwohner zu entwickeln. Er gründete 1912 das Hawaiian Volcano Observatory, das er dem Leitsatz „Ne plus haustae aut obrutae urbes“ (de.: „Nie mehr sollen Städte zerstört werden“) unterstellte. Im Juni reiste der Geologe Alfred Lacroix im offiziellen Auftrag der französischen Regierung nach Martinique und führte bis September 1903 umfangreiche Studien durch. Er erkannte als erster das vulkanische Phänomen der glühend heißen lateralen, teilweise gasförmigen Eruptionswolke und bezeichnete sie als nuée ardente (de.: Glutwolke). Gemeinsam mit Jaggar klassifizierte er den Eruptionstyp als peleanische Eruption und erkannte erstmals die Notwendigkeit einer permanenten Überwachung des Vulkans. Um diese zu gewährleisten, ließ er während seines Aufenthaltes auf der Insel zwei Überwachungsstationen errichten, eine an der Ostküste in Assier und eine auf dem Morne-des-Cadets in Fonds-Saint-Denis. Über die Ergebnisse seiner Forschungen veröffentlichte Lacroix in Frankreich mehrere Bücher.
Nach dem Ende der eruptiven Tätigkeit 1905 schwand jedoch das Interesse an der Erforschung des Vulkans. Dieser Umstand, der Mangel an adäquater Ausrüstung und Lücken in der zeitlichen Überwachung des Berges sind die Gründe dafür, dass die Hauptanzeichen für den Ausbruch 1929 zunächst unbemerkt blieben. Während der darauf folgenden Eruptionsphase ließ der Vulkanologe Frank A. Perret 1929 einen Seismographen installieren und 1931 eine kleine Beobachtungshütte auf dem Morne Lénard über dem Tal des Rivière Blanche einrichten. Der noch heute in Betrieb befindliche Seismograph geht auf den Entwurf von Auguste Piccard und Alfred de Quervain aus dem Jahre 1922 zurück. Das Instrument besteht aus einer 20 Tonnen schweren Masse, die mit einer im Boden verankerten, mit Rußpapier überzogenen Registriertrommel verbunden ist. 1937 erfolgte die Errichtung des noch bestehenden Vulkanobservatoriums am Ort der alten Überwachungsstation Lacroix’ auf dem Morne-des-Cadets. Heutzutage gehört der Mont Pelé zu den am besten beobachteten und untersuchten Vulkanen weltweit. Die Forscher im Observatorium sind mehrheitlich Mitglieder des Institut de physique du globe de Paris (IPGP), das die Station als eine von weltweit fünfen leitet. Neben seismischen Untersuchungen werden auch Messungen der Verformung der Hänge sowie hydrogeochemikalische Analysen zur Bestimmung der Gaskonzentration und -zusammensetzung in den Gewässern am Berg durchgeführt.

## Tourismus

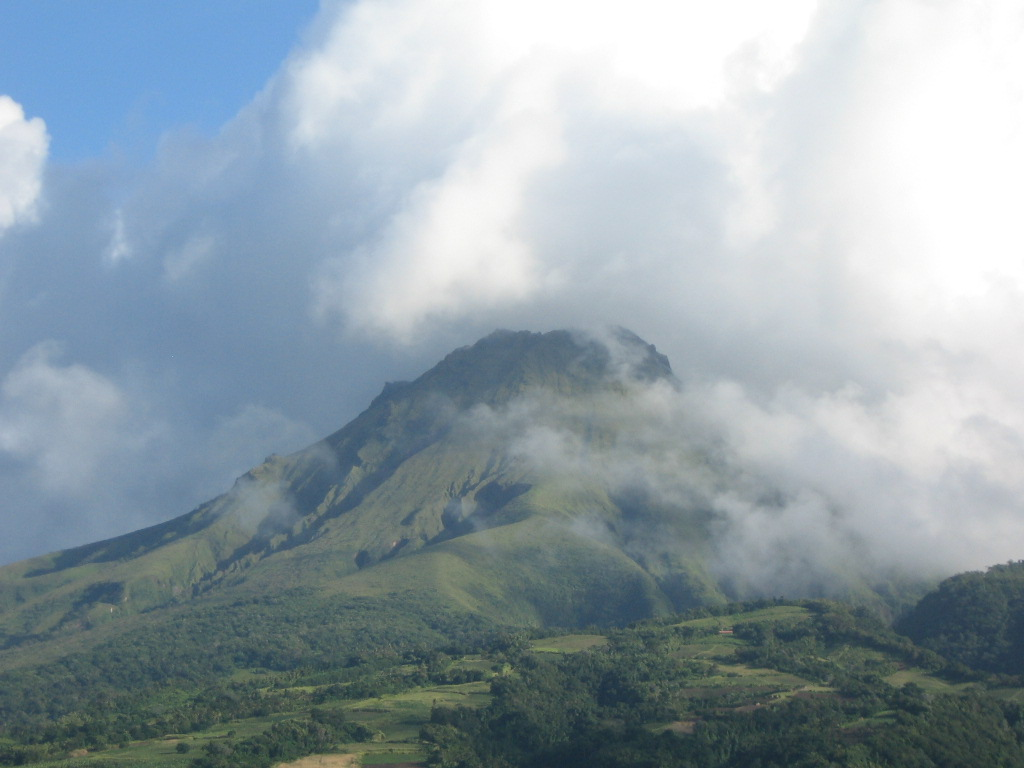
Der Gipfel des Mont Pelé im Oktober 2009

Was sich die wissenschaftliche Kommission in ihrem Untersuchungsbericht von 1851 erhofft hatte, ist mittlerweile Wirklichkeit: Der Mont Pelé hat sich – obschon aus alpinistischer Sicht nicht besonders herausragend – auf Grund seiner Geschichte zu einer bedeutenden naturhistorischen Sehenswürdigkeit entwickelt und ist für viele Touristen einer der Hauptgründe, Martinique zu bereisen. Auch sind noch zahlreiche Ruinen des alten Saint-Pierre zu besichtigen, wie etwa das Theater, die Fortkirche oder das Pflegeheim Bethlehem (frz.: Asile „Bethléem“). Die im Hafen oder unmittelbar vor der Küste gesunkenen Schiffe, die untergingen, als die Glutwolke das Meer erreichte, sind ein beliebtes Ziel für Hobbytaucher und Tauchtouristen.
Der Berg kann sowohl mit Führungen als auch eigenverantwortlich bestiegen werden, vornehmlich zwischen Dezember und April. Doch auch während dieser Zeit ist die Spitze regelmäßig in Wolken gehüllt. Die Kletterei am Mont Pelé wird mit dem Schwierigkeitsgrad I (UIAA) klassifiziert. Am häufigsten wird er von Südosten bestiegen. Diese Route beginnt am Parkplatz der ersten Berghütte (frz.: Premier Refuge) auf 824 Metern Höhe und führt über die zweite Hütte (frz.: Deuxième Refuge; 1245 m) und den Kegel von 1902 (1364 m) zur dritten Hütte (frz.: Troisième Refuge; 1320 m) und schließlich über den Dom von 1929 zum Gipfel Le Chinois (1397 m). Der Rückweg ist über die Caldera möglich. Auch aus westlicher Richtung ist der Aufstieg möglich. In diesem Falle erfolgt die Zufahrt ab Quartier du Cimentier bei Prêcheur auf einer schmalen und steilen Betonstraße bis zu einem kleinen Parkplatz auf 630 Meter Höhe. Der anschließende Aufstieg führt direkt zur dritten Hütte. Die reine Gehzeit beträgt je nach Kondition, gewähltem Parkplatz und Einbeziehung der Caldera etwa drei bis sechs Stunden.
Am 16. September 2023 wurden der Mont Pelé und der Bergzug Pitons du Carbet als Naturerbestätten in das UNESCO-Welterbe aufgenommen.

## Filmografie
- Die Feuerwolke vom Mont Pelée. Frances Barrigan, 2003: Fernsehdokumentation über den Ausbruch im Jahr 1902